# Singapore Challenger 2000
Il Singapore Challenger 2000 è stato un torneo di tennis facente parte della categoria ATP Challenger Series nell'ambito dell'ATP Challenger Series 2000. Il torneo si è giocato a Singapore in Singapore dal 28 febbraio al 5 marzo 2000 su campi in cemento.

## Vincitori

### Singolare
Todd Woodbridge ha battuto in finale  Arvind Parmar con il punteggio di 6–3, 6–3

### Doppio
Neville Godwin /  Michael Hill hanno battuto in finale  Paul Hanley /  Nathan Healey con il punteggio di 6–4, 6–1